# سیارک ۵۴۸۳
سیارک ۵۴۸۳ (به انگلیسی: 5483 Cherkashin، نامگذاری:1990UQ11) پنج هزار و چهارصد و هشتاد و سومین سیارک کشف شده‌است که در ۱۷ اکتبر ۱۹۹۰ کشف شد.
قدر مطلق سیارک برابر ۱۰٫۶۰ است.